# Sigisari
Sigisari fou bisbe de Barcelona a principis del segle v. Juan Bautista Pérez en el seu catàleg de bisbes fa constar un Berenguer com a bisbe al lloc de Lampi com a successor episcopal de Sant Pacià, tanmateix ni Pujades ni Diago donen suport a aquesta idea i Flórez és de l'opinió que és una corrupció del nom Sigisari. És més Berenguer és un nom d'origen franc, que en l'època d'aquest bisbe resulta inversemblant. Flórez es basa en documents de Hèrmies Sozomen que esmenten al bisbe Sigisari arribà a Barcelona acompanyant a Ataülf i Gal·la Placídia. És probable que Sigisari abjurés de la fe arriana i fos nomenat llavors bisbe de Barcelona (hipòtesi no contrastada en època de Flórez). Olimpiodor Egipci diu que Sigeric (successor d'Ataülf) matà els fills d'Ataülf, arrabassant-los de les faldes del bisbe Sigisari (415).